# Žili-byli
Žili-byli (Жили-были; corrispondente all'espressione italiana «C'era una volta») è un film del 2018 diretto da Ėduard Parri.

## Trama
Il film si svolge in un villaggio dove vivono due uomini adulti, tra i quali inizia la guerra per una donna vedova.